# Domainrecht
Unter Domainrecht werden eine Reihe verschiedener gesetzlicher Regelungen für die Vergabe von Internetdomänen verstanden. Es ist nicht in einem eigenen Gesetz kodifiziert, sondern hat sich durch Rechtsprechung in verschiedenen Rechtsbereichen herausgebildet.
Die Vergabe der Second-Level-Domains erfolgt grundsätzlich nach dem Prioritätsprinzip („first come, first served“ = „wer zuerst kommt, mahlt zuerst“). Weder Internetdienstanbieter noch die zentralen Registrierungsstellen wie zum Beispiel DENIC für die Domänen .de überprüfen die rechtlichen Implikationen einer Domänenanmeldung. Demzufolge müssen die relevanten Rechtsgebiete von einem professionellen Domänenantragsteller vor der Anmeldung bei der Denic bzw. bei einem Provider geprüft werden. Dazu gehören das Namensrecht, das Markenrecht und das Wettbewerbsrecht.
Der Gebrauchswert eines schlüssigen Domainnamens führt häufig zu vorsätzlichem Missbrauch. Verbunden mit dem Domaingrabbing sind insbesondere Cybersquatting, Typosquatting und Markengrabbing.

## Rechtssituation in Deutschland
Zur endgültigen Klärung bei Streitigkeiten kann sich der berechtigte Anspruchsteller je nach Fallkonstellation auf §§ 14, 15 MarkenG und als Namensinhaber auf § 12 BGB und §§ 823, 1004 BGB, § 826 BGB berufen. Obwohl die Ansprüche grundsätzlich ähnliche Voraussetzungen aufweisen, haben diese sehr unterschiedliche Tragweiten: Beispielsweise kann bei einem Anspruch aus § 12 BGB die Abgabe einer Willenserklärung zur Löschung der rechtsverletzenden Domain gefordert werden, demgegenüber jedoch bei einem Anspruch aus § 14 MarkenG nur die Unterlassung der Verwendung der Domain im geschäftlichen Verkehr. Domainnamen, die nicht einem Unternehmenskennzeichen oder einer Marke entsprechen, können als besondere Geschäftsbezeichnung gem. § 12 MarkenG Schutz genießen.
Zu den Grundsatzurteilen zählen:
- shell.de (BGH, Urteil vom 22. November 2001, Aktenzeichen I ZR 138/99):
Schon die Registrierung, nicht erst die Benutzung eines fremden Unternehmenskennzeichens als Domain-Name im nichtgeschäftlichen Verkehr, stellt einen unbefugten Namensgebrauch nach § 12 BGB dar. Verwendet ein Nichtberechtigter ein bekanntes Kennzeichen als Domain-Namen im geschäftlichen Verkehr, liegt darin eine Beeinträchtigung der Kennzeichnungskraft des bekannten Zeichens nach § 14 Abs. 2 Nr. 3 bzw. § 15 Abs. 3 MarkenG. Kommen mehrere berechtigte Namensträger für einen Domain-Namen in Betracht, führt die in Fällen der Gleichnamigkeit gebotene Abwägung der sich gegenüberstehenden Interessen im Allgemeinen dazu, dass es mit der Priorität der Registrierung sein Bewenden hat. Nur wenn einer der beiden Namensträger eine überragende Bekanntheit genießt und der Verkehr seinen Internet-Auftritt unter diesem Namen erwartet, der Inhaber des Domain-Namens dagegen kein besonderes Interesse gerade an dieser Internet-Adresse dartun kann, kann der Inhaber des Domain-Namens verpflichtet sein, seinem Namen in der Internet-Adresse einen unterscheidenden Zusatz beizufügen.[2]

- maxem.de (BGH, Urteil vom 26. Juni 2003, Az. I ZR 296/00):
Registrierung eines fremden Namens als Domain ist Namensanmaßung. Im Verkehr bekanntes Pseudonym genießt Namensschutz.[3]
- Peek & Cloppenburg (BGH, Urteil vom 31. März 2010, Aktenzeichen I ZR 174/07):  Eine Verwechslungsgefahr ist auch dann gegeben, wenn zwei Unternehmen an unterschiedlichen Standorten denselben Namen verwenden. Die Unternehmen müssen in ihrem Internetauftritt jeweils darauf hinweisen, dass es zwei Unternehmen desselben Namens an unterschiedlichen Standorten gibt.

Eine Detailfrage ist die Bemessung des Streitwerts.
Das Landgericht Düsseldorf entschied 2006:(LG Düsseldorf, Beschluss vom 25. Januar 2006, Az. 2 O 267/05 – wahltipp.de) „Maßgeblich ist in Kennzeichenstreitsachen das wirtschaftliche Interesse des Schutzrechtinhabers. Das wirtschaftliche Interesse an der Durchsetzung von Unterlassungsansprüchen wegen Kennzeichenverletzungen wird durch zwei Faktoren bestimmt, nämlich erstens durch den wirtschaftlichen Wert des verletzten Kennzeichens und zweitens durch Ausmaß und Gefährlichkeit der Verletzung. Für den Marktwert des verletzten Kennzeichenrechts können viele Faktoren maßgeblich sein, insbesondere Dauer und Umfang der bisherigen Benutzung, Bekanntheitsgrad und Ruf des Kennzeichens bei den Abnehmern und in der Öffentlichkeit, Grad der originären Kennzeichnungskraft usw.“
Beispiele:
- 25.000 €: Oberlandesgericht Köln, „mahngericht.de“
- 50.000 €: Landgericht Hamburg, Urteil vom 3. Februar 2004, Az. 312 O 448/03
- 50.000 €: Landgericht Düsseldorf, Urteil vom 11. August 2004, Az. 2a O 35/04
- 135.000 €: Oberlandesgericht Köln, Urteil vom 9. Juli 2004, Az. 6 U 166/03
- 500.000 €: Landgericht Düsseldorf vom 17. September 1997, Az. 34 O 118/97 „crrtroinc.de“
- 500.000 €: Landgericht Hamburg, Beschluss vom 14. Juli 1997, Az. 315 O 448/97; „d-info“
- 500.000 €: Landgericht Mannheim, Beschluss vom 17. Oktober 1997, „zwilling.de“

## Rechtssituation in Österreich
Der Oberste Gerichtshof in Österreich hatte sich erstmals im Jahr 1998 (Jusline - 4 Ob 36/98t) mit Domainrecht, im Speziellen mit Domaingrabbing, zu beschäftigen. Dabei sprach das Höchstgericht aus, dass die grundsätzliche Kennzeichenfunktion von Domain Namen in Analogie zur Rechtsprechung zum Kennzeichenschutz von Fernschreibkennungen zu bejahen ist. Nachfolgend wurde Domainnamen, die namensmäßig anmuten, Kennzeichnungsfunktion zugestanden (ortig.at - 4 Ob 320/99h). In den Jahren 2000 und 2001 wurde entschieden, dass Domainnamen dem Lauterkeitsgebot des Wettbewerbsrechtes unterstehen (gewinn.at - 4 Ob 158/00i) und die im allgemeinen Kennzeichenrecht entwickelten Grundsätze zur Verwechslungsgefahr auch bei der Beurteilung von Kollisionsfällen unter Beteiligung einer Domain oder zwischen Domains heranzuziehen sind (pro-solution.at - 4 Ob 73/01s). In Österreich besteht nach derzeitiger Rechtsprechung kein Anspruch auf Übertragung einer Domain (omega.at - 4 Ob 226/04w). Eine jüngere Entscheidung des OGH lässt bei kritischer Lesart allerdings erkennen, dass dies allenfalls revidiert werden könnte (3 Ob 210/10v).